# Comfort Owusu
Comfort Owusu (nascida em 28 de abril de 1940) é uma política do Gana e membro do Terceiro Parlamento da Quarta República, representando o círculo eleitoral de Mfantsiman Oriental na Região Central do Gana.

## Infância e educação
Owusu nasceu em 1940 no leste de Mfantsiman, na região central de Gana. Ela frequentou a Morris School of Hairdressing & Culture, onde obteve o seu diploma de Diploma em Cultura e Beleza.

## Política
Owusu é membro do 1º, 2º e 3º parlamentos da 4ª república do Gana. A sua carreira política começou em 1992, quando ela se tornou membro do parlamento pelo eleitorado de Mfantsiman da região central no Congresso Democrático Nacional. Ela disputou novamente nas eleições gerais do Gana de 1996 e 2000 representando o círculo eleitoral de Mfantsiman Oriental e manteve a sua cadeira no Congresso Democrático Nacional. Ela ganhou a cadeira de Membro do Parlamento pelo círculo eleitoral de Mfanstiman Oriental três vezes consecutivas. Em 2000, ela obteve um total de votos de 7.110 votos nas eleições gerais do Gana.

## Carreira
Owusu é esteticista.

## Vida pessoal
Owusu é cristã.